# علي الزين العاملي
الشيخ علي الزين هو عالم دين شيعي، من عائلة تتحدر من بلدة جبشيت من قرى جبل عامل (جنوب لبنان)، ولد في النجف عام 1902 حيث كان والده مقيماً هناك للدراسة، عاد مع والده الشيخ عبد الكريم الزين إلى جبشيت فنشأ وترعرع فيها ومن ثم هاجر وحيداً إلى النجف ثانية عام 1919 لدراسة العلوم الإسلامية فيها.
أسس مع الشيخ حسين مروة والشيخ محمد شرارة والسيد هاشم الأمين «منظمة الشبيبة» في النجف عام 1925.
عاد الشيخ علي الزين إلى لبنان واستقر في بلدته جبشيت في عام 1928.
و في العام 1935 أسس «عصبة الأدب العاملي» وترأسّها شخصياً وضمت إليه: الأستاذ عبد اللطيف شرارة، الشيخ محسن شرارة، الشاعر موسى الزين شرارة، الشاعر عبد الحسين العبد الله، الأستاذ نور الدين بدر الدين، السيدة زهرة الحر، الشيخ حسين مروة، الشاعر عبد المطلب الأمين وأخوه السيد هاشم وغيرهم.

## أسرته

### والده الشيخعبد الكريم الزين
وهو من علماء جبل عامل، درس الفقه والأصول في النجف مدة عشرين عاما، وعاد إلى جبل عامل وأقام في جبشيت خلفا لوالده الشيخ حسين بن سليمان الزين. ناهض العثمانيين فسيق في العام 1915 ميلادي إلى الديوان العرفي في عاليه (لبنان) بتهمة تأليف جمعية والتعامل مع عبد الكريم الخليل، إلا أنه نجا من الإعدام وتوفي في جبشيت في العام 1941 ميلادي. 
أعقب بثلاثة أولاد ذكور هم:
- الشيخ علي بن عبد الكريم الزين وهو صاحب هذه الترجمة.
- الشيخ محمد حسين بن عبد الكريم الزين.
- الشيخ جعفر بن عبد الكريم الزين.

### إخوته
للشيخ علي بن عبد الكريم الزين أخوان هما: 

#### الشيخ جعفر بن عبد الكريم الزين
هو صهر الزعيم يوسف الزين، له ولدان كريم ومحمد.

#### الشيخ محمد حسين بن عبد الكريم الزين
رجل دين شيعي وشاعر مرموق، ولد في جبشيت، تلقى علومه في النجف، عُيّن بعد عودته قاضٍ في مرجعيون، ثم انتدب ليشغل منصب قاضي النبطية. 
من مؤلفاته (الشيعة في التاريخ) و (الخلفاء الراشدون).
أعقب بسبعة أولاد: عبد الأمير - هاني الزين - المحامي أحمد الزين - الشيخ عبد الحليم الزين (المفتي) - كاظم الزين - زهير الزين وسهيل الزين.

### أولاده
أعقب الشيخ علي بن عبد الكريم الزين بولد واحد هو الدكتور حسن علي عبد الكريم الزين وهو كاتب ومؤرخ ومؤلف، وكان رئيسا لتحرير مجلة العرفان مدة من الزمن.

## مؤلفاته
له العديد من المؤلفات، غالبها اختص بتاريخ جبل عامل وتاريخ الشيعة في لبنان منها:
1. من أماني الوحدة
2. من التاريخ العاملي
3. أوراق أديب
4. مع الأدب العاملي
5. للبحث عن تاريخنا
6. العادات والتقاليد في العهود الإقطاعية
7. من أوراقي
8. من تاريخ البكوات في جبل عامل

## وفاته
توفي الشيخ علي الزين عام 1984م.

## وصلات خارجية
- ترجمة الشيخ علي الزين في معجم البابطين
- العادات والتقاليد في العهود الإقطاعية
- للبحث عن تاريخنا